# غونسالو باسينسيا
غونسالو مينديس باسينسيا (بالبرتغالية: Gonçalo Paciência‏) (من مواليد 1 أغسطس 1994) هو لاعب كرة قدم برتغالي يلعب لنادي آينتراخت فرانكفورت الألماني كمهاجم مركزي.

## مسيرته الكروية
لعب غونسالو باسينسيا خلال مسيرته الاحترافية مع 7 أندية في عشرة مواسم وسجل خلالها 33 هدفًا ضمن 140 مباراة. ولم يفز بأي موسم بالكأس وفاز في موسمين بالدوري.
خاض غونسالو باسينسيا مسيرته مع FC Porto B ‏ في موسم 2013–14 ولمدة موسمين، مشاركًا في 35 مباراة سجل خلالها 14 هدفًا. ثم انتقل إلى نادي بورتو في موسم 2014–15 في المرة الأولى لمدة موسم واحد ثم في موسم 2017–18 لمدة موسم واحد، حيث شارك طوالها في 10 مباريات ولم يسجل أي هدف. لينتقل بعدها إلى نادي أكاديميكا كويمبرا في موسم 2015–16 لمدة موسم واحد، مشاركًا في 27 مباراة سجل خلالها 3 أهداف. ثم انتقل إلى نادي ريو أفي في موسم 2016–17 لمدة موسم واحد، مشاركًا في 15 مباراة سجل خلالها هدفًا واحدًا. هذا وانتقل لاحقًا إلى نادي آينتراخت فرانكفورت في موسم 2018–19 ولمدة موسمين، مشاركًا في 34 مباراة سجل خلالها 10 أهداف.

## وصلات خارجية
- غونسالو باسينسيا على موقع الاتحاد الأوربي (الإنجليزية)
- غونسالو باسينسيا على موقع رابطة كرة القدم اليابانية للمحترفين (اليابانية)
- غونسالو باسينسيا على موقع قاعدة بيانات كرة القدم.إي يو (الإنجليزية)
- غونسالو باسينسيا على موقع بيانات كرة القدم. دي إي (الألمانية)
- غونسالو باسينسيا على موقع ناشيونال فوتبول تيمز (الإنجليزية)
- غونسالو باسينسيا على موقع Soccerway.com (الإنجليزية)
- غونسالو باسينسيا على موقع عالم كرة القدم.نت (الإنجليزية)
- غونسالو باسينسيا على موقع أوليمبيديا (الإنجليزية)
- غونسالو باسينسيا على موقع AS.com (الإسبانية)